# 2012 في موريتانيا
قائمة بالأحداث التي وقعت في موريتانيا خلال عام 2012:

## الموظفون
- رئيس الجمهورية: محمد ولد عبد العزيز
- الوزير الأول: مولاي ولد محمد لغظف

## الأحداث

### مارس
- 17 مارس - أعلنت الوكالة الموريتانية للأنباء اعتقال عبد الله السنوسي، رئيس المخابرات السابق في عهد معمر القذافي ، في مطار نواكشوط لدى وصوله من المغرب .[1]

### أبريل
- 3 أبريل - شارك الآلاف في مظاهرات في موريتانيا للمطالبة باستقالة الرئيس محمد ولد عبد العزيز .[2]

### سبتمبر
- 5 سبتمبر أيلول - موريتانيا تسلم رئيس المخابرات الليبية السابق عبد الله السنوسي الذي اعتقل في العاصمة نواكشوط في مارس اذار بعد فراره من ليبيا خلال الحرب الأهلية في 2011. تصر الولايات المتحدة على محاكمة عادلة للمشتبه به، وهو «مؤشر مهم في التحول الديمقراطي [في ليبيا]».[3]

### أكتوبر
- 13 أكتوبر - إصابة الرئيس محمد ولد عبد العزيز بطلق ناري.[4]
- 14 أكتوبر / تشرين الأول - نقل محمد ولد عبد العزيز، الذي أصيب برصاص مجهول المصدر، جوا إلى فرنسا .[5]

### شهر نوفمبر
- 25 نوفمبر / تشرين الثاني - عاد الرئيس محمد ولد عبد العزيز إلى موريتانيا بعد أن ظل في فرنسا لمدة خمسة أسابيع يتعالج من الرصاصة التي اخترقت جسده في 13 أكتوبر / تشرين الأول.[6]